# عارف زینلی
عارف زینلی (زاده ۱۳ دی ۱۳۷۶ - کرمان) بازیکن فوتبال اهل ایران است. وی سابقه عضویت در باشگاه فوتبال مس نوین کرمان و باشگاه فوتبال مس کرمان را در کارنامه دارد.